# Kedrostis gijef
Kedrostis gijef är en gurkväxtart som först beskrevs av Peter Forsskål och Johann Friedrich Gmelin, och fick sitt nu gällande namn av Charles Jeffrey. Kedrostis gijef ingår i släktet Kedrostis och familjen gurkväxter. Inga underarter finns listade i Catalogue of Life.